# Mariene ecoregio Noordelijke Indische moessonstroomkust
De Mariene ecoregio Noordelijke Indische moessonstroomkust (94) (Engels: Northern Monsoon Current Coast marine ecoregion) is een biogeografische regio en ligt in het westen van de Indische Oceaan in de Mariene provincie Westelijke Indische Oceaan (20) in het Marien rijk Westelijke Indo-Pacific. De mariene ecoregio is vastgesteld door het World Wide Fund for Nature en The Nature Conservancy en is vernoemd naar de Indische moessonstroom.
In het noordoosten grenst het gebied aan de mariene ecoregio Centrale Somalische Kust (93) en in het zuidwesten aan de mariene ecoregio Oost-Afrikaanse Koraalkust (95).

## Geografie
De mariene ecoregio ligt in het westen van de Indische Oceaan voor de zuidoostkust van Somalië en de kust van Kenia. Het gebied strekt zich uit van ten noordoosten van de stad Mogadishu tot ten oosten van de plaats Kipini en omvat onder andere de Lamu-archipel.
Door het gebied stromen de Somalistroom en de Indische Equatoriale tegenstroom.

## Biogeografie
Het gebied kent zeeleven dat houdt van tropische temperaturen.